# Teorema de Weierstrass

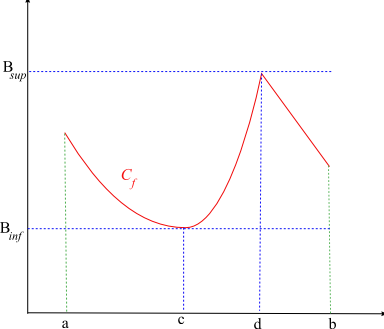
Teorema dos Extremos

Em matemática, o Teorema de Weierstrass ou Teorema dos Extremos afirma que qualquer função contínua de um intervalo [a,b] em {\displaystyle \mathbb {R} \,} é limitada e que, além disso, tem um máximo e um mínimo nesse intervalo.
Um teorema relacionado é o Teorema da Limitância, que determina que uma função f contínua e determinada em um intervalo fechado [a,b] é limitada nesse intervalo. Ou seja, existem números reais M e m tal que
m ≤ f(x) ≤ M
O Teorema de Weierstrass incrementa o Teorema da Limitância ao dizer que f, em [a,b], não só é limitada, mas também tem como maior valor o Limite Máximo e como menor valor o Limite Mínimo.
O Teorema é usado para provar o Teorema de Rolle. Em uma formulação de Karl Weierstrass, o teorema determina que em uma função contínua de um espaço compacto contínuo com contradomínio sendo um subconjunto dos Reais possui pontos de máximo e mínimo, que podem ser mínimos locais ou globais, e podem ser tanto pontos no meio da curva quanto seus próprios extremos.

## História
O teorema do valor extremo foi, originalmente, provado por Bernard Bolzano, na década de 1830, em seu trabalho Function Theory, mas a obra permaneceu não publicada até a década de 1930. A prova de Bolzano consistiu em mostrar que em uma função contínua em um intervalo fechado era limitada, e depois mostrou que a função atingia um valor máximo e mínimo. Ambas as provas envolviam o que, hoje, é conhecido como Teorema de Bolzano-Weierstrass (Rusnock & Kerr-Lawson 2005). O mesmo resultado foi descoberto, depois, por Weierstrass, na década de 1860.

## Funções para as quais o teorema não é aplicável
Os seguintes exemplos mostram porque o domínio da função deve ser fechado e limitado para a aplicação do teorema. Cada um falha em atingir o máximo no intervalo dado.
1. f(x) = x  definida para [0,+∞) não possui limite superior.
2. f(x) = x/(x+1) definida para [0,+∞) possui limite mas nunca o atinge.
3. f(x) = 1/x definida para (0,1] não possui limite superior.
4. f(x) = 1 - x definida para (0,1] possui limite mas nunca o atinge.

Os dois últimos casos fazem clara a ideia de que é preciso um intervalo fechado, contínuo e limitado [a,b] para a aplicação do teorema.

## Enunciado formal
Sejam a,b ∈  {\displaystyle \mathbb {R} \,} tais que a ≤ b e seja f uma função contínua de [a,b] em {\displaystyle \mathbb {R} \,}. Então existem números xm,xM ∈ [a,b] tais que
{\displaystyle (\forall x\in [a,b]):f(x_{m})\leqslant f(x)\leqslant f(x_{M}).}
Em particular, a função f é limitada.

## Generalização para um espaço topológico arbitrário.
Se nos mudarmos da reta real para um espaço topológico arbitrário, o análogo ao intervalo fechado e limitado na reta dos reais na topologia é o espaço compacto.
É sabido que a compacticidade é preservada por funções contínuas. Por exemplo: a imagem de um espaço compacto é também um espaço compacto. Sendo que o subconjunto de uma reta real é compacto se, e somente se, for fechado e limitado.

## Demonstração
Comecemos por provar que f é limitada. Caso não fosse, haveria, para cada número natural n, algum número xn ∈ [a,b] tal que |f(xn)| ≥ n. A sucessão (xn)n é limitada (cada xn está em [a,b]), pelo que, pelo teorema de Bolzano-Weierstrass, tem alguma subsucessão convergente. Existe então alguma sucessão (yn)n de elementos de [a,b] que converge para algum y ∈ [a,b] tal que
{\displaystyle \lim _{n\in \mathbb {N} }|f(y_{n})|=+\infty ;}
em particular, a sucessão (f(yn))n não é limitada.
Por outro lado, f é contínua em y, pelo que existe algum δ > 0 tal que
{\displaystyle (\forall x\in [a,b]):|x-y|<\delta \Rightarrow |f(x)-f(y)|<1\Rightarrow |f(x)|<|f(y)|+1.}
Mas, para n suficientemente grande, |yn − y| < δ, pelo que |f(yn)| < |f(y)| + 1; em particular, a sucessão (f(yn))n é limitada.
Chegou-se a uma contradição, que resultou de se ter suposto que f não é limitada. Logo, f é limitada.
Seja s o supremo da imagem de f. Se s não estivesse na imagem de f, então a função
{\displaystyle {\begin{array}{ccc}[a,b]&\longrightarrow &\mathbb {R} \\x&\mapsto &{\frac {1}{s-f(x)}}\end{array}}}
seria contínua mas não seria limitada. Mas já foi visto que isso não é possível. Logo, s = f(xM), para algum xM ∈ [a,b]. Pelo mesmo argumento, existe algum xm ∈ [a,b] tal que f(xm) é o ínfimo da imagem de f.